# Nepenthes fusca
Nepenthes fusca Danser, 1928 è una pianta carnivora della famiglia Nepenthaceae, endemica del Borneo, dove cresce a 300–2500 m.

## Conservazione
La Lista rossa IUCN classifica Nepenthes fusca come specie a rischio minimo (Least Concern).